# Johannesburg Indoor 1974
Il Johannesburg Indoor 1974 è stato un torneo di tennis giocato sul cemento. È stata la 1ª edizione del torneo, che fa parte del World Championship Tennis 1974. Si è giocato a Johannesburg in Sudafrica dal 15 al 21 aprile 1974.

## Campioni

### Singolare maschile
Andrew Pattison ha battuto in finale  John Alexander con il punteggio di 6–3 7–5

### Doppio maschile
Bob Hewitt /  Frew Donald McMillan hanno battuto in finale  Jim McManus /  Andrew Pattison con il punteggio di 6–2, 6–4, 7–6